# Pete Ross
Pete Ross är en fiktiv person i DC Comics serier om Stålmannen. I serierna är han en av få personer som vet att Clark Kent är Stålmannen. Han är Clarks bästa vän i TV-serien Smallville där han spelas av Sam Jones III. Han är med i säsong 1-3 och är med i några få avsnitt efter det. Han är även med i filmerna Man of Steel och Batman v Superman: Dawn of Justice.